# Sasha Rosen
Sasha Rosen (Amsterdam, 28 mei 1978) is een Nederlandse zangeres en musicalactrice.

## Carrière
Doordat haar moeder musicals schreef en regisseerde, kwam Sasha Rosen al op jonge leeftijd in aanraking met het theater. Op haar tiende speelde ze al in een musical, waarmee ze ook naar Moskou ging.
Tien jaar lang speelde ze in verschillende producties van het Nederlands Kindertheater. Toen Rosen achttien was, ging ze naar het conservatorium. Ook deed ze auditie voor de theatershow Jeans, waar ze de jongste artiest werd die ooit werd aangenomen. Ze werkte daar drie jaar mee aan verschillende shows.
In 2000 vertrok ze naar Engeland om aan Guildford School of Acting een opleiding te volgen. In 2002 kwam ze terug  en speelde in zowel België als Nederland hoofdrollen in musicals als Romeo en Julia, van Haat tot Liefde, Dolfje Weerwolfje, Sneeuwwitje, Mamma Mia!, Beauty and the Beast, Grease, Notre-Dame de Paris en de openluchtspektakels Marie-Antoinette en Albert 1.
Naast haar musical activiteiten sprak Sasha Rosen ook stemmen in voor animatieseries, was ze de frontzangeres van de Ketnetband, BemBem Band en Studio 100 Band. Ook was ze te zien in de televisieseries Finals (BNN, 2000) en Kattenoog  (vtmKzoom, 2015). In 2017 speelde ze een vrouwelijke hoofdrol in de bioscoopfilm H.I.T., de film van De Romeo's.

## Televisie
- Finals (2000) - Rosa
- Katteoog (2015) - als Ilse

## Film
K3 en het ijsprinsesje (2006) - als Sneeuwwitje
H.I.T. (2017) - als Katie MacKlyte

## Privé
In 2010 is Sasha getrouwd met de Vlaamse zanger en musicalacteur Davy Gilles, met wie zij sinds 2011 tevens het muzikale duo Sasha & Davy vormt. Samen hebben ze een zoon (2011) en een dochter (2014).

## Discografie
| Single met hitnotering(en) in de Vlaamse Ultratop 50 | Datum van verschijnen | Datum van binnenkomst | Hoogste positie | Aantal weken | Opmerkingen                                           |
| ---------------------------------------------------- | --------------------- | --------------------- | --------------- | ------------ | ----------------------------------------------------- |
| Jolene                                               | 2020                  | 08-02-2020            | tip8            | -            | met Lisa del Bo & Lindsay Nr. 7 in de Vlaamse Top 50  |
| Dat is liefde                                        | 2021                  | 27-02-2021            | tip18           | -            | met Lisa del Bo & Lindsay Nr. 11 in de Vlaamse Top 50 |